# 中州名賢文表
《中州名賢文表》，明代劉昌編，三十卷。
《中州名賢文表》輯載元代河南人物遺文，有許衡六卷、姚遂八卷、馬祖常五卷、許有壬三卷、王惲六卷、孛術魯翀二卷。意在表彰諸賢，又有考證文。清光緒三十年（1904年）有刊本。近人邵松年輯有《續中州名賢文表》六十八卷。